# Phormidium Lake
Phormidium Lake är en sjö i Antarktis. Den ligger i Västantarktis. Argentina, Chile och Storbritannien gör anspråk på området. Phormidium Lake ligger 45 meter över havet.